# David Burliuk
David Davidovich Burliuk (Semyrotivschyna, 21 de julho de 1882 — Southampton, 15 de janeiro de  1967) foi um pintor, mecenas de arte, escritor, poeta e dramaturgo da Ucrânia, tido para muitos como «o pai do futurismo literário russo», formando com os irmão Vladimir, pintor, e Nikolai, poeta, o centro de gravidade do Cubofuturismo em seus primórdios, posteriormente a principal tendência futurista daquele país.

## Carreira
Sendo os seus pais ricos, aquando da sua juventude teve a oportunidade de estudar em países como a França, a Alemanha e, posteriormente, a Grécia. Contudo, foi na Ucrânia que completou os estudos, em 1913.
Entre 1898 e 1910, ele estudou no Odessa Art College. Ingressou no Instituto de Moscovo de Pintura, Escultura e Arquitectura em 1911 e acabou o curso em 1913. Porém, com a 1ª Guerra Mundial, a instabilidade política e o aproximar de uma revolução eram notáveis, tendo o artista que emigrar forçadamente para Nova Iorque, nos EUA. A partir dali viajou também até ao Canadá e, de seguida, para o Japão, em 1922.
Foi durante este período que descobriu o gosto pelo expressionismo e, após este, pelo abstraccionismo, aplicando-se na pintura de paisagens campestres, entre outros temas. Era muito conhecido pelos retratos, que constituem grande parte da sua obra.
No ano de 1911, conhece o poeta Vladimir Maiakovski, de quem seria o principal incentivador.
No ano de 1914, Burliuk já era uma das personalidades mais conhecidas do público ucraniano e russo.
Inspirado em Vincent van Gogh (como se pode notar em A Ponte Gleize sobre o Canal Veigneyret) ou mesmo Kandinsky, continuou a aplicar-se nos movimentos da vanguarda, estudando-os e redigindo-os para o papel, já que escritor era.
Ativo durante cerca de 55 anos, morreu em janeiro de 1967, deixando aos seus um legado de incontáveis obras, todas elas de diferentes movimentos artísticos.

## Galeria
Fotografias

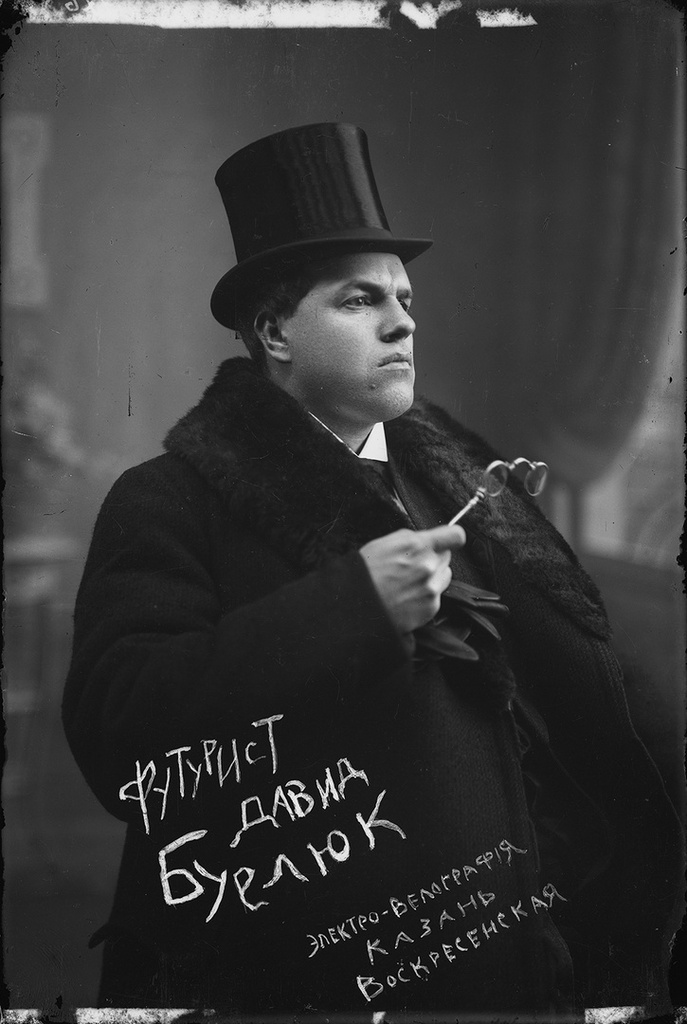
Burliuk em 1910
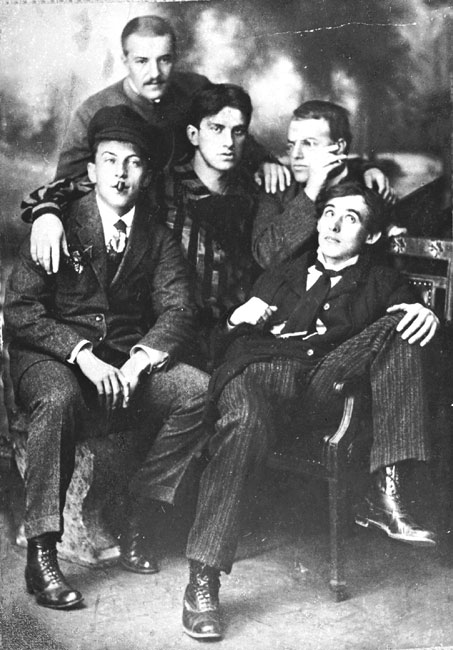
Burliuk (segundo a partir da direita)

Trabalhos

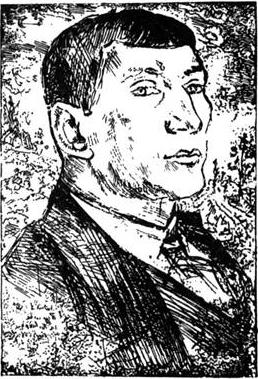
David Burliuk, Benedict Livshits (1911)
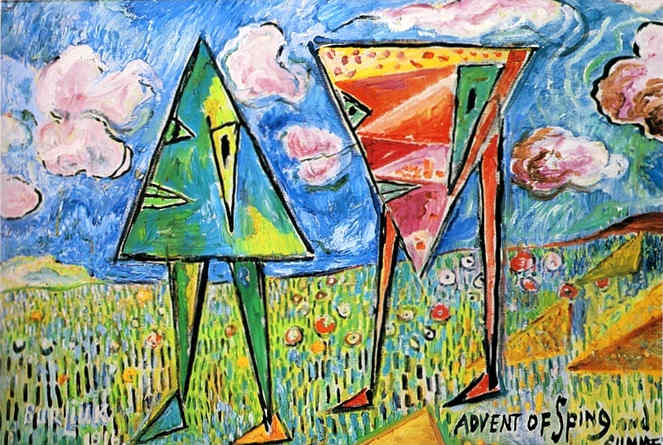
David Burliuk, Spring (1914)
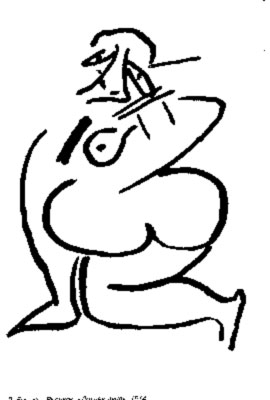
David Burliuk, Dokhlaya Luna (1914)
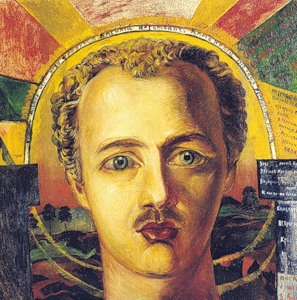
David Burliuk, de Portrait of Vasily Kamensky (1917)